# Paweł Kłoczowski
Paweł Kłoczowski (ur. 21 maja 1952) – polski filozof polityki i teoretyk idei, publicysta, wykładowca akademicki. Syn Jerzego Kłoczowskiego, brat Piotra Kłoczowskiego i Jana Marii Kłoczowskiego.

## Życiorys
Absolwent filologii angielskiej na Uniwersytecie Jagiellońskim. Studiował w École des hautes études en sciences sociales w Paryżu oraz w Committee on Social Thought przy University of Chicago, gdzie uczestniczył w seminariach Allana Blooma oraz Leszka Kołakowskiego. W 2010 roku habilitował się na Wydziale Filozoficznym Uniwersytetu Jagiellońskiego na podstawie rozprawy Bitwa książek. Konfrontacja Arystotelesa z nowożytną filozofią polityczną (Kraków 2007).
Początkowo zatrudniony na stanowisku adiunkta w Instytucie Filozofii Uniwersytetu Jagiellońskiego. Obecnie profesor nadzwyczajny w Instytucie Filozofii i Socjologii Uniwersytetu Pedagogicznego im. KEN w Krakowie i kierownik tamtejszej Katedry Filozofii Społecznej.
W okresie PRL-u działacz opozycji demokratycznej. W latach 1979–1981 członek pierwszej redakcji opozycyjnego czasopisma polityczno-kulturalnego Res Publica. W latach 80. uczestniczył w nieoficjalnym redagowaniu czasopisma, aż do momentu jego legalnego wznowienia w 1987 roku, kiedy to ponownie wszedł w skład redakcji czasopisma. Uczestnik Międzynarodowej Konferencji Praw Człowieka. Kraków 1988.

## Wybrane publikacje
- Dziedzictwo greckie we współczesnej filozofii politycznej (red.), Kraków 2004.
- Bitwa książek : konfrontacja Arystotelesa z nowożytną filozofią polityczną, Kraków 2007.

- Prawidłowa kolejność rzeczy : okolicznościowy wybór tekstów Pawła Kłoczowskiego, opublikowanych w ostatnich trzech dekadach : ukazuje się bez wiedzy i zgody autora w rocznicę jego urodzin (z serii: Biblioteka Mnemosyne), Gdańsk 2012.
- Rewolucja kartezjańska i inne szkice, Gdańsk 2017.